# Ludger Stratmann

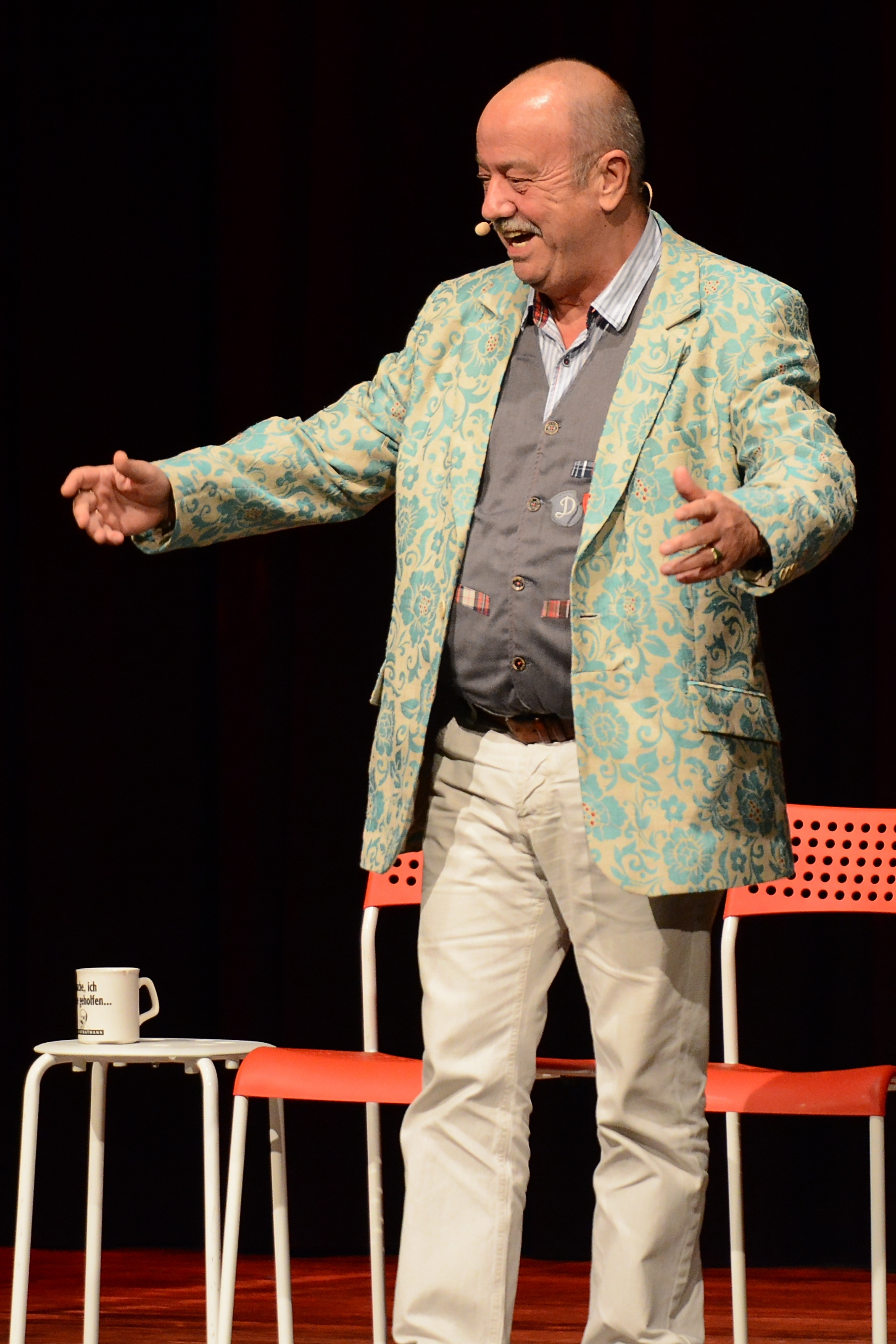
Ludger Stratmann (2014)

Ludger Stratmann (* 23. Juli 1948 in Verl; † 25. August 2021 in Bottrop) war ein deutscher Kabarettist und Arzt.

## Leben

### Jugend und Arzttätigkeit
Nach dem frühen Tod des Vaters zog seine Mutter Margret 1958 mit ihren neun Kindern (von denen Ludger das zweitjüngste war) nach Essen. Dort besuchte Ludger Stratmann verschiedene Schulen, schließlich eine Handelsschule und machte eine Sparkassenlehre. Nachdem er auf dem bischöflichen Abendgymnasium in Essen (heute: Nikolaus-Groß-Abendgymnasium) das Abitur nachgeholt hatte, studierte er Humanmedizin in Bochum und Essen. Zu seiner Studentenzeit unternahm er erste kabarettistische Versuche.
Nach Abschluss des Studiums in Essen arbeitete er als Assistenzarzt am Marienhospital Gelsenkirchen. 1985 promovierte Ludger Stratmann an der Ruhr-Universität Bochum zum Thema Tumorerkrankungen des Duodenum, Literaturübersicht und eigene Beobachtungen. Danach ließ er sich in Bottrop mit einer Praxis für Allgemeinmedizin nieder. Seit 1998 praktizierte er nicht mehr und widmete sich ausschließlich seiner Bühnentätigkeit.

### Kabarettistisches Schaffen
Gemeinsam mit seinem Bruder Christian Stratmann (* 1951) eröffnete er im Dezember 1994 im  Essener Amerikahaus das Stratmanns Theater Europahaus, nachdem sie jahrelang einen geeigneten Ort für eine Kleinkunstbühne gesucht und das marode Gebäude für 2,5 Millionen Euro saniert hatten. Seit Juli 1995 trat Ludger Stratmann auf der eigenen Bühne mit verschiedenen kabarettistischen Programmen unter dem Titel Doktor Stratmanns – Heiteres Medizinisches Kabarett auf.
Seit 1995 schrieb Ludger Stratmann, der in der Kabarettszene als „der Doktor“ bekannt wurde, etwa alle zwei Jahre ein neues Solobühnenprogramm und spielte seine Programme auf der Bühne zunächst gemeinsam mit dem Pianisten Hagen Rether. Ab 2005 trat er solo auf. Die Titel der Programme lauten: Hauptsache, ich werde geholfen! (1995), Heute komm' ich mal mit mein' Bein! (1997), Hauptsache nich fettich … (1999), Machensichmafrei, bitte! (2005), Kunstfehler (2009) und Pathologisch (2015). Insgesamt besuchten diese Bühnenprogramme bis 2007 ca. 1,2 Millionen Menschen live in seinem Theater sowie auf Bühnen von Flensburg bis München. Stratmann gehörte zu den erfolgreichsten Kabarettisten und Livekomikern Deutschlands. Die ersten drei Programme übertrug der Fernsehsender WDR in voller Länge. Mehrfach füllte Ludger Stratmann die Grugahalle mit bis zu 4500 Zuschauern. Im Jahr 2003 spielte er vor jeweils 1500 Zuschauern in der Stadthalle Hagen an drei aufeinanderfolgenden Abenden die drei verschiedenen Zweistundenprogramme. Er verkörperte hier stets den Hypochonder, Bühnenarbeiter und Kleingartenpräsidenten Josef Kwiatkowski „Jupp“, der über Krankheitsverläufe pseudowissenschaftlich referiert und amüsante Milieubeschreibungen abliefert, wobei sich Stratmann an seinem Arbeitsplatz, im Wartezimmer oder dem Krankenbett befindet.
In Stratmanns ersten drei Bühnenprogrammen spielte er sich selbst als weißbekittelten Vertreter seines Berufsstandes, wobei er das Abrechnungssystem der Ärzte, den Praxisalltag, das Verhalten der Patienten und der ärztlichen Kollegen sowie die Politik schnell und wortreich karikierte. Später kam beispielsweise ironische Kritik an technischen Hilfsmitteln dazu (Früher tat’s auch ein Holzbein!). Häufig nahm Stratmann, der mit Tegtmeier verglichen wurde, dabei die Menschen und Marotten des Ruhrgebiets aufs Korn. Insbesondere in der Figur des Jupp nutzte Stratmann dabei wiederholt den tatsächlichen oder vermeintlichen Dialekt und Soziolekt („Doktor, ich hab’ Knie.“), unter anderem mit Verzicht auf den Genitiv und Problemen mit dem Dativ. Oft war Stratmanns Vortrag schnell und verlangte vom Zuschauer Konzentration, laut der Westdeutschen Zeitung „in bester Kabarett-Manier alter Schule“.
Von 1997 bis 2000 stellte Stratmann den Kohlenpott-Kneipenwirt Jupp in Mittwochs mit … im WDR dar. Seit 2001 hatte er mit Stratmanns – Jupps Kneipentheater im Pott seine eigene Comedysendung im WDR. 2016 zeichnete der WDR die hundertfünfzigste Sendung auf, die Ludger Stratmann nach 15 Jahren mit jeweils circa einer Million Zuschauern bundesweit aus gesundheitlichen Gründen beendete. Außerdem trat er im Fernsehen in den Kabarettsendungen Mitternachtsspitzen, bei seinen Kolleginnen, den Missfits, in Ottis Schlachthof, Rudi Carrells 7 Tage, 7 Köpfe, in der von Rudi Carrell produzierten Sitcom Praxis Doktor Stratmann auf, im ZDF bei Abpfiff, in den Talksendungen Markus Lanz, Aktuelle Schaubude, Herman & Tietjen und DAS in der NDR-Talkshow, mehrfach bei Böttinger, im Kölner Treff und in Roglers rasendem Kabarett (SWR). Zweimal war er zu Gast bei Zimmer frei!.
Am 29. September 2003 überreichte Heidemarie Wieczorek-Zeul im Willy-Brandt-Haus in Berlin Christian und Ludger Stratmann den Innovationspreis der Arbeitsgemeinschaft der Selbständigen in der SPD (AGS), weil sie „durch ihre Unternehmensführung in exemplarischer Weise für Innovation, unternehmerische Initiative sowie soziales Engagement stehen“. Am 14. November 2003 wurde Stratmann mit dem Kulturpreis der Stadt Bottrop ausgezeichnet. Er verstehe „es immer wieder, den Menschen hier in unserer Stadt und Ruhr-Region mit all seinen Freuden und Leiden in den Mittelpunkt seiner kabarettistischen Diagnosen zu stellen“. Die Laudatio hielt Wolfgang Clement. Weiterhin erhielt Stratmann etliche Karnevalsorden, wie 2002 die Spitze Feder in Mülheim und das Närrische Steckenpferd in Krefeld. 2003 wurde er mit dem angesehenen Kabarettpreis Morenhovener Lupe geehrt. Am 21. November 2005 überreichte ihm der nordrhein-westfälische Arbeitsminister Karl-Josef Laumann den „Beschäftigungsförderpreis des Solidarfonds Castrop-Rauxel“. Im November 2009 wurde Stratmann der Tegtmeiers-Erben-Ehrenpreis verliehen.
Im Herbst 2003 kaufte Stratmann seinem Bruder Christian die Geschäftsanteile ab und führte seitdem das Theater allein. Sein Bruder betreibt seit Januar 2004 den Mondpalast in Herne-Wanne, ein Volkstheater des Ruhrgebiets. 2016 übergab Stratmann seinem Sohn das Stratmanns Theater als alleinigem Geschäftsführer und Inhaber.

### Privates
Stratmann war Botschafter der v. Bodelschwinghschen Stiftungen Bethel.
Er war seit 1971 mit Brigitte verheiratet und hatte zwei erwachsene Kinder.
Stratmann starb am 25. August 2021 im Alter von 73 Jahren in seinem Haus in Bottrop an einem akuten Herzinfarkt. Die Urnenbeisetzung fand am  4. September 2021 auf dem Parkfriedhof in Bottrop statt.

## Auszeichnungen (Auswahl)
- 2002
  - Närrisches Steckenpferd der Prinzengarde Krefeld
- 2003
  - Innovationspreis der Arbeitsgemeinschaft Selbständige in der SPD (AGS)
  - Kulturpreis der Stadt Bottrop
  - Morenhovener Lupe
- 2006
  - Karnevalsorden Suum cuique der Karnevalsgesellschaft Poahlbürger 1948 e. V. in Recklinghausen
- 2007
  - Nordsee-Touristik-Award
- 2009
  - Tegtmeiers Erben Ehrenpreis
- 2011
  - Eselorden der Stadt Wesel
- 2017
  - Verdienstorden des Landes Nordrhein-Westfalen[15][16]
  - Comedypreis Recklinghäuser Hurz für sein Lebenswerk
- 2021
  - posthum: Ehrenpreis Bottroper Kabarettpreis Frechdax

## Werke

### CDs
- „Hauptsache ich werde geholfen“ (1997)
- „Heute komm' ich mal mit mein' Bein“ (1998)
- „Hauptsache nich fettich …“ (2001)
- „Doktor Stratmann – Best of …“ (2003)
- „Machensichmafrei, bitte!“ (2006)
- „Kunstfehler“ (2009)
- „Pathologisch“ (2016)

### DVDs
- „Doktor Stratmann – Best of …“ (2006)
- „Doktor Stratmann – Machensichmafrei, bitte!“ (2008)

### Schriften
- Tumorerkrankungen des Duodenum. Literaturübersicht und eigene Beobachtungen. Dissertation, Universität Bochum, 1986.
- Heute komm ich ma mit mein Ball. Jupp seine WM. Mit Illustrationen von Christina Groth-Lindenberg. Henselowsky Boschmann Verlag, Bottrop 2006, ISBN 978-3-922750-69-7.
- Jupp sein Gestrecktes. In: Hermann Beckfeld (Hrsg.): … der Boss spielt im Himmel weiter. Fußball-Geschichten aus dem Ruhrgebiet. Henselowsky Boschmann Verlag, Bottrop, ISBN 3-922750-62-1.
- Pilz inne Buxe. Heiteres medizinisches Comic. Illustriert von Christina Groth-Lindenberg. Klartext Verlag, Essen 2011, ISBN 978-3-8375-0491-0.